# Dodona (plaats)
Dodona (Grieks: Δωδώνη, Dodóni) is een orakelplaats in Griekenland, gelegen ten zuiden van Ioannina in een vreedzame, groene vallei op de oostelijke helling van de berg Tomarós in de historische regio Epirus.
Dodoni of Dodona (Grieks: Δωδώνη) is een deelgemeente (dimotiki enotita) van de gemeente (dimos) Dodoni, in de Griekse bestuurlijke regio (periferia) Epirus. De plaats telt 1.790 inwoners.

## Griekse tijd
Dodona dateert van vóór 2000 v.Chr. en is daarmee het oudste heiligdom van Griekenland. Na het Orakel van Delphi genoot dat van Dodoni het hoogste aanzien. Het orakel bestond uit een heilige eikenboom, omringd door een kring van bronzen ketels, zodanig opgehangen dat ze tegen elkaar konden kletteren. Voorspellingen werden gedaan aan de hand van de geluiden die de ketels maakten, in harmonie met het ruisen van de eikenbladeren en het gekir van de zwarte duiven die in het heiligdom leefden en in de boom nestelden. Wie een vraag had schreef die op een loden plaatje, dat aan de priesters werd overhandigd. Enkele van die plaatjes werden op het terrein teruggevonden. De macht van de eik werd zo groot geacht, dat Jason een van zijn takken kwam halen om ze aan zijn schip, de Argo, te bevestigen alvorens te vertrekken op zijn zoektocht naar het Gulden Vlies.
De oorspronkelijke, vóór-Griekse bewoners van de streek vereerden er Moeder Aarde. Eik en godin werden samen vereerd: de boom werd gezien als de woning van de godin. Toen de eerste Griekse stammen de streek binnenvielen brachten zij de cultus van hun god Zeus mee: de oorspronkelijke godin kreeg de naam Dione en werd tot gemalin van Zeus. Zo werd de eik Zeus’ woning en de oude symbolen van de moedergodin gingen op hem over. De orakelpriesters sliepen op de grond bij de wortels van de boom en onttrokken profetische gaven aan het contact met de aarde.

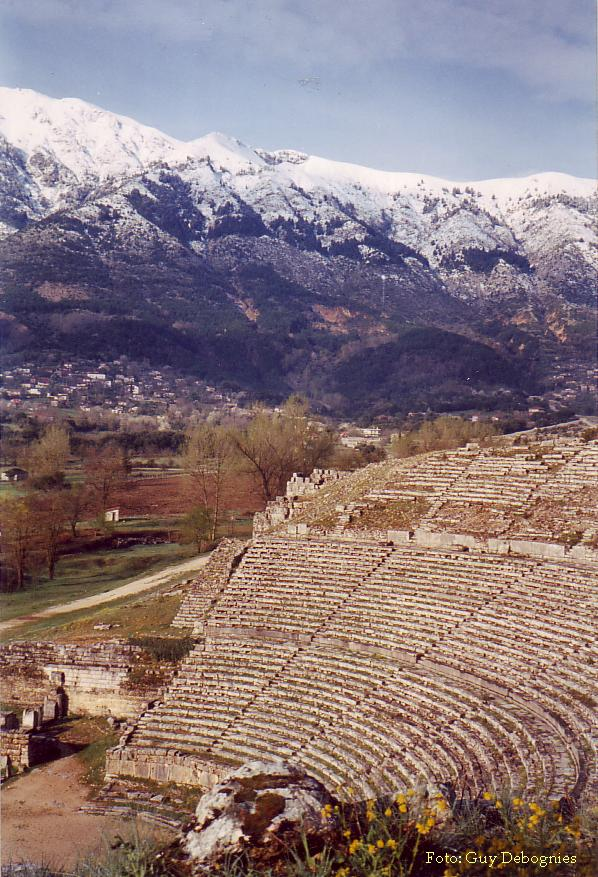
Het theater van Dodona, aan de voet van de besneeuwde Tomarós

Tot het eind van de 5e eeuw v.Chr. werd Zeus onder de blote hemel vereerd. Toen bouwde men voor het eerst een kleine tempel, het "Heilige Huis", om er het cultusbeeld van Zeus en de vele offergaven in onder te brengen. Alexander de Grote toonde veel belangstelling voor Dodoni en probeerde de orakelcultus nieuw leven in te blazen. Hij wilde het heiligdom groter en mooier maken, maar zijn ambitieuze project werd pas verwezenlijkt door koning Pyrrhus van Epirus in de 3e eeuw v.Chr., nog voor zijn roemruchte 'Pyrrhusoverwinning' op de Romeinen. Onder zijn bewind verrezen talrijke bouwwerken en Dodóni groeide uit tot een heuse stad, met akropolis en marktplein, raadhuis en andere bestuurlijke gebouwen, verschillende tempels, een stadion en een prachtig theater met plaats voor ruim 17.000 toeschouwers, een van de grootste theaters in Griekenland.

## Romeinse tijd
In 167 v.Chr. werd Dodóni door de Romeinen grotendeels verwoest. Ten tijde van keizer Augustus werd het theater omgebouwd tot arena voor dierengevechten.
Aan de cultus van Dodóni kwam echter een definitief einde met de verspreiding van het christendom: in 392 liet keizer Theodosius I de heilige eik omhakken en de wortels verwijderen, in overeenstemming met zijn politiek om alle voor-christelijke praktijken uit te roeien. De christenen poogden aanvankelijk nog het heiligdom voor eigen doeleinden in te lijven door de bouw van een basiliek omstreeks 550, maar nadat keizer Justinianus het nabijgelegen Ioannina had gesticht raakte Dodoni langzaam maar zeker in verval. Een overval van de Goten en een grote aardbeving deden de rest.

## Moderne tijd
Pas in 1875 werd Dodoni opnieuw ontdekt en opgegraven.
De grote attractie is het hellenistische theater, dat in 1960 is gerestaureerd. Het biedt net als vroeger plaats aan ruim 17.000 toeschouwers zodat er elk jaar in augustus een zomerfestival kan worden gehouden waarbij klassieke tragedies en folkloristische muziek en dans uit Epirus uitgevoerd worden.